# Prowincja Phetchabun
Phetchabun (taj. เพชรบูรณ์) – jedna z prowincji (changwat) Tajlandii. Sąsiaduje z  prowincjami Loei, Khon Kaen, Chaiyaphum, Lopburi, Nakhon Sawan, Phichit i Phitsanulok.